# Sportpalatset, Stockholm

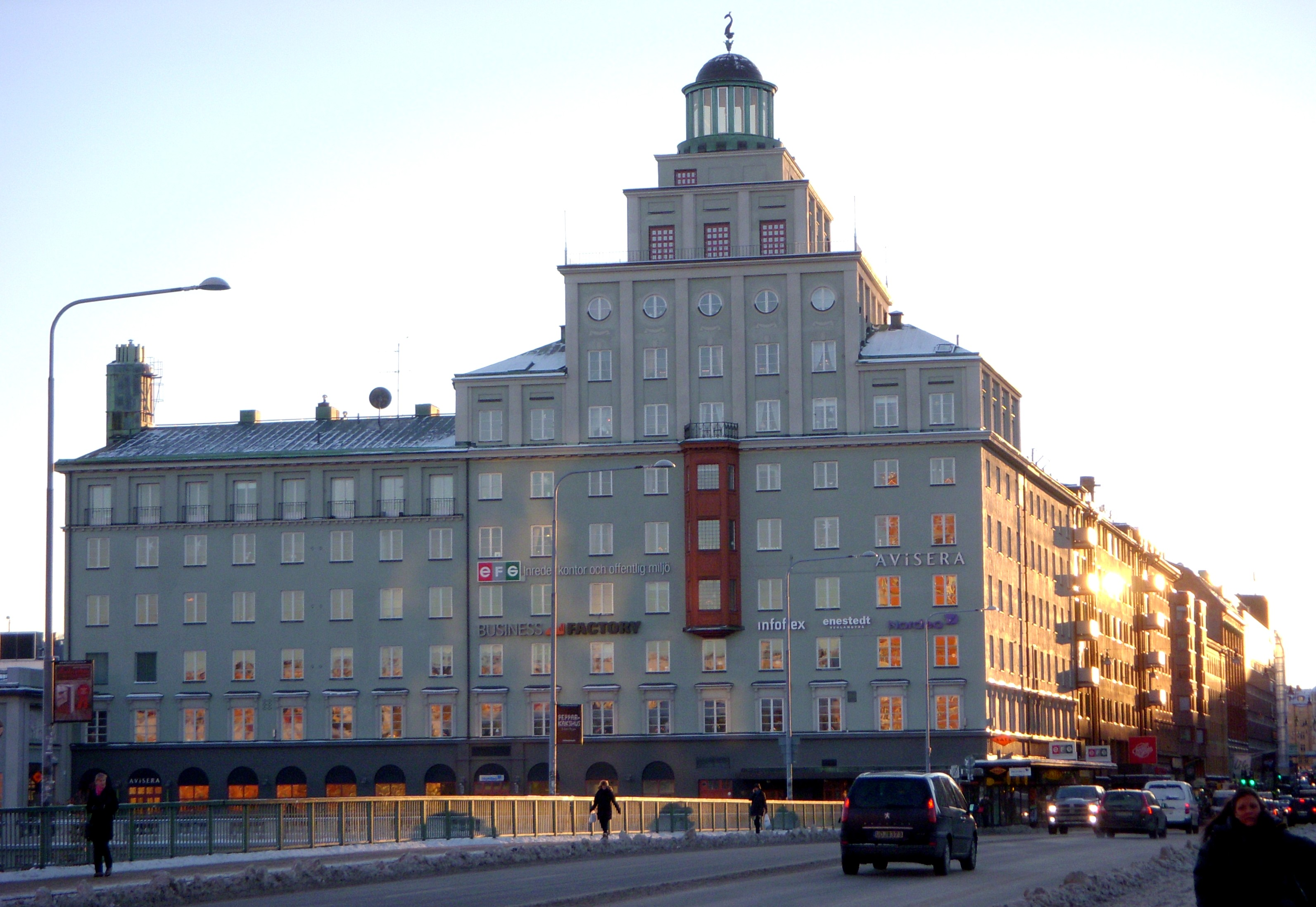
Sportpalatset, vy från Sankt Eriksbron, december 2010.

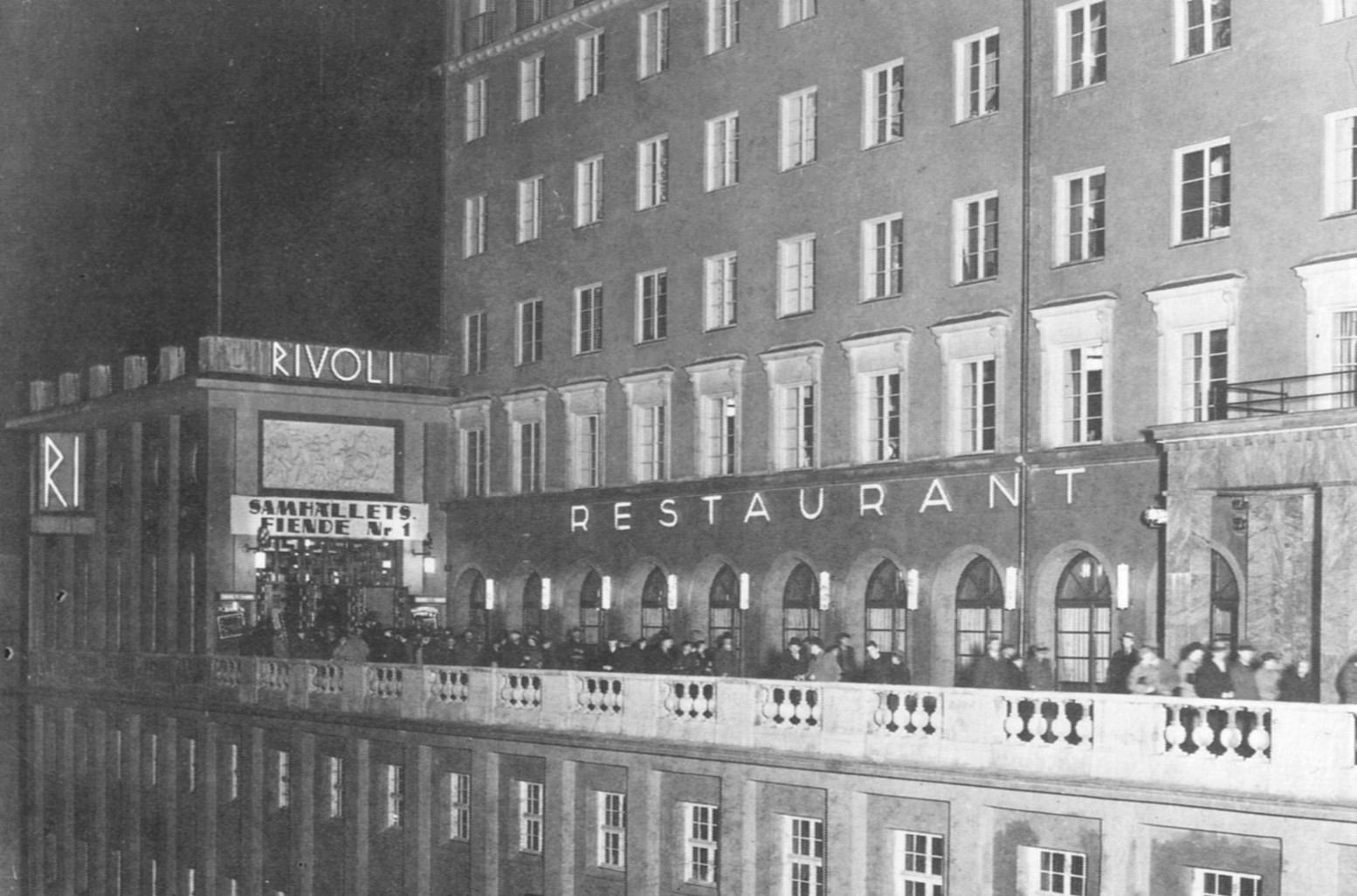
Biografen Rivoli 1931.

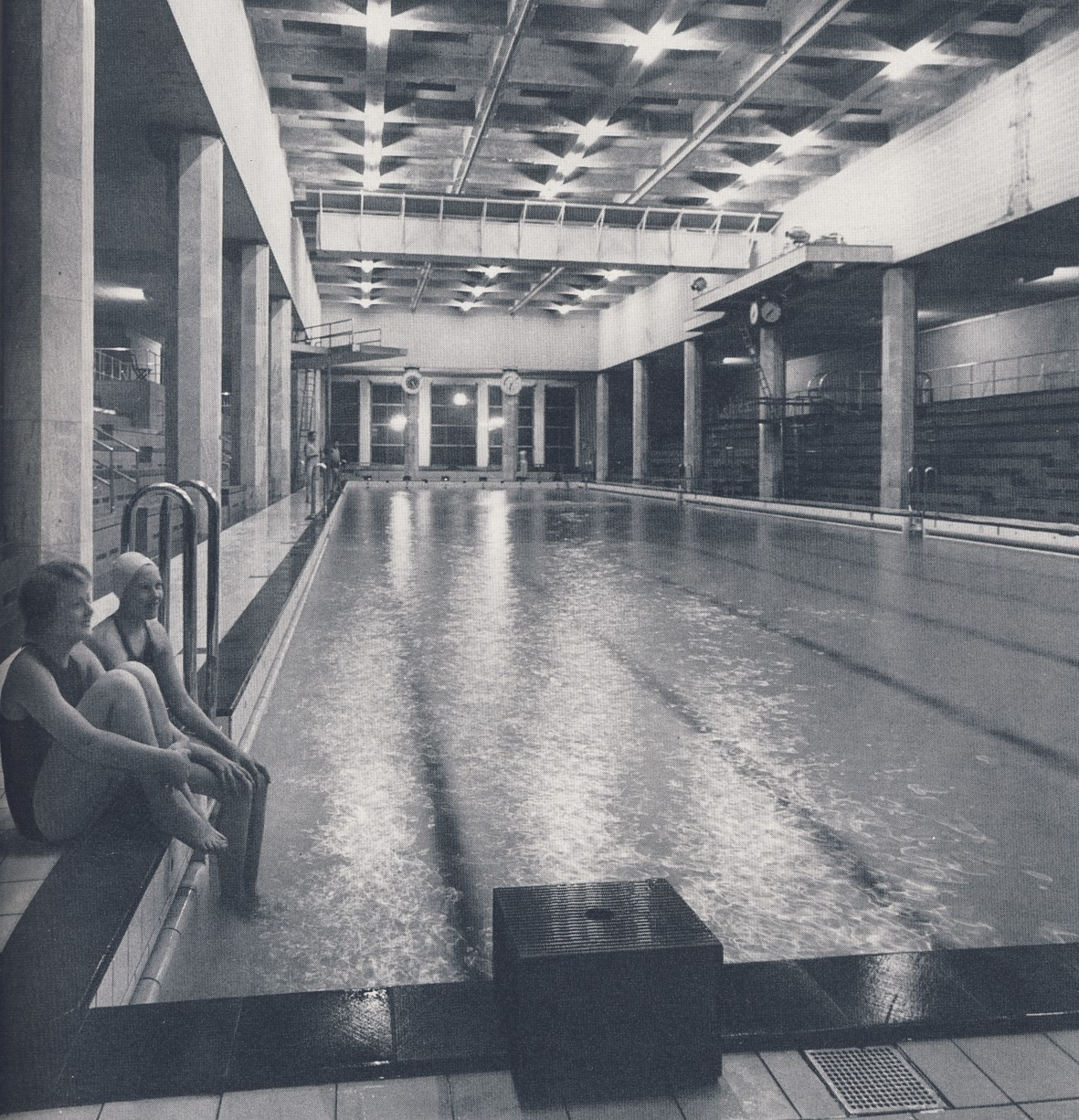
"Sportis" 50 meters bassäng 1956.

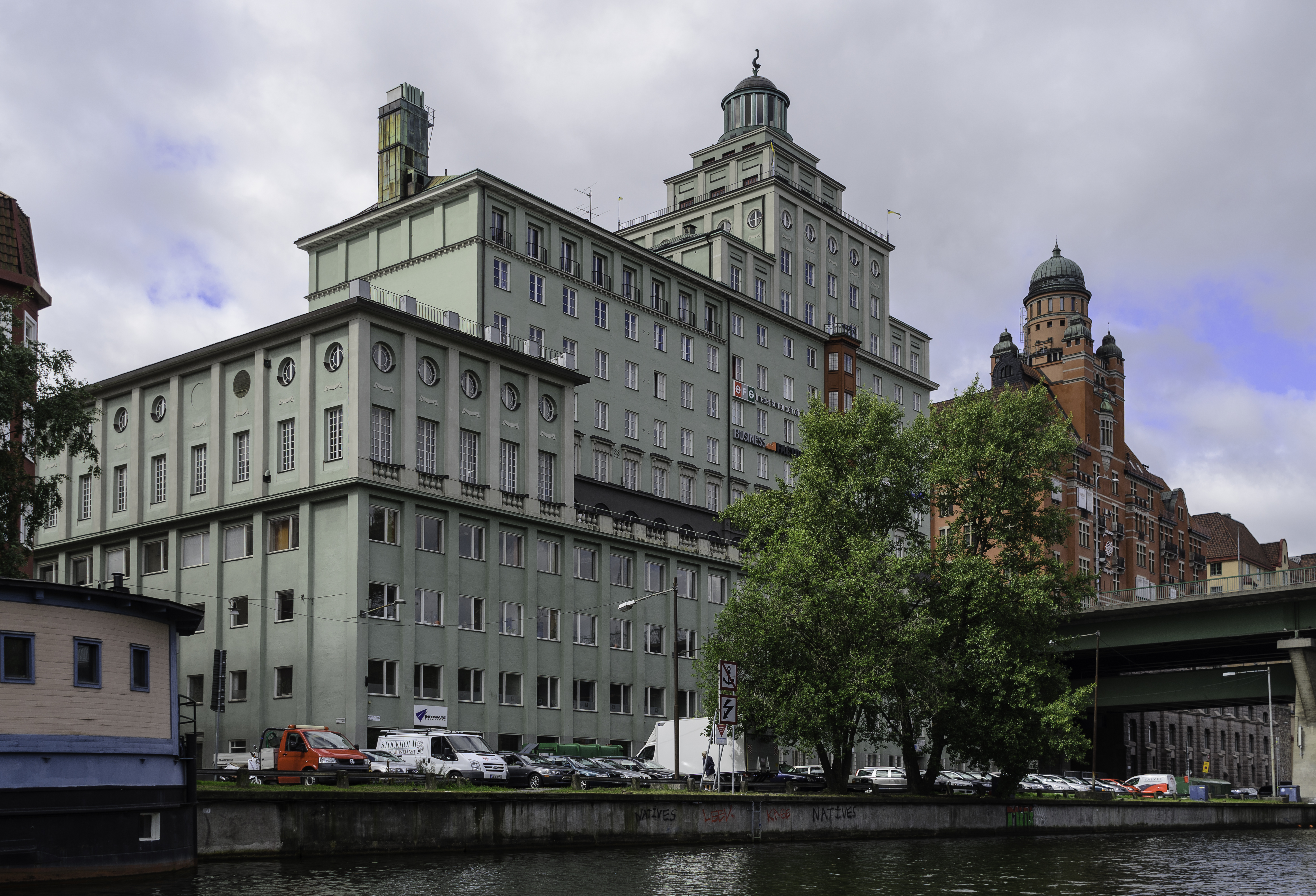
Byggnaden sedd från vattnet.

Sportpalatset är beläget vid Sankt Eriksbrons sydöstra sida på Kungsholmen i Stockholm med adress Sankt Eriksgatan 58–60. Tillsammans med Sankt Erikspalatset utgör Sportpalatset en monumental inramning på Sankt Eriksbrons södra landfäste. Byggnaden har grön markering av Stadsmuseet i Stockholm vilket betyder "särskilt värdefull från historisk, kulturhistorisk, miljömässig eller konstnärlig synpunkt".

## Historik
Sportpalatset byggdes åren 1929–1930 efter arkitekt Jean Sigfrid Adrians ritningar. Som byggherre stod Knut Faugust, och bygget kom att kantas av skandaler, vilda strejker och konkurser i 30-talskrisens kölvatten. Bygget hann säljas på exekutiv auktion till ett konsortium innan det stod färdigt.
Den höga, tornliknande byggnaden avtrappas och slutar i en kupolkrönt lanternin, högst upp finns en skulptur i formen av Svenska simförbundets symbol. Huset är lika högt som sin granne Sankt Erikspalatset: 16 våningar och 58 meter. Huset byggdes ursprungligen för olika sportaktiviteter, därav namnet. Här fanns bland annat en 50 meter simbassäng, tennisbanor och gymnastiksalar. Hela anläggningen öppnades den 20 oktober 1934, då fanns även restaurang och en teater med 600 platser som senare byggdes om till biografen Rivoli, i oktober 1963 hade biografen renoverats och ändrat namn till Riverside. (nedlagd 1977).  Anläggningen kallades snart "Sportis" av stockholmarna.
Anläggningen drogs dock redan från början med dålig ekonomi och i september 1956 beslutade den nya ägaren, försäkringsbolaget Trygg att lägga ned badet. 

### Polarstudion
Efter ett misslyckat försök att omvandla det tidigare badet till affärscentrum såldes huset i maj 1978 för 30 miljoner till Stikkan Andersons bolag Polar International AB. I den gamla biografen Rivoli lät Anderson inreda Polarstudion i vilken exempelvis Abba spelade in sina tre sista album. Studions gamla lokaler rymmer idag en av gymkedjan SATS anläggningar.

### Bruno Liljefors ateljé
Huset innehöll 53 lägenheter varav den magnifikaste var en 3-etagevåning högst upp under lanterninen. Till denna flyttade konstnären Bruno Liljefors 1933. Han kallade bostaden "mitt lilla örnbo" och året om lät han terrassvåningens fönster stå öppna så att fåglar kunde flyga ut och in. Liljefors utfodrade fåglarna med hinkvis med fisk och kött för att komma riktigt nära sina modeller. En fiskgjuse skall ha övervintrat på elementet inne i lägenheten och det hände att fåglarna tappade sin mat på förbipasserande nere på Sankt Eriksgatan. Efter att Liljefors flyttade till Uppsala var man tvungen att sanera hela lägenheten samt riva upp trossbotten. De senare hyresgästerna hade fortsatta problem med fåglar som flockades utanför fönstren.